# Бали Комбетар

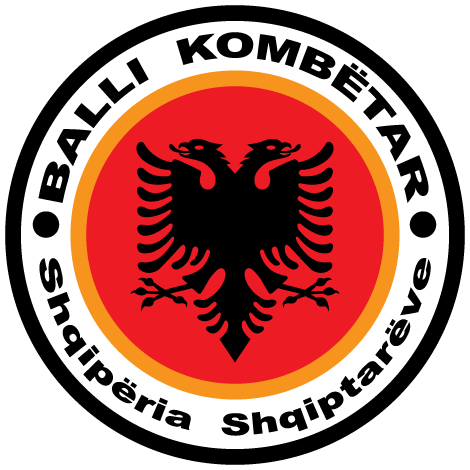

Бали Комбетар (алб. Balli Kombëtar, Національний фронт) — албанська націоналістична і антикомуністична організація, створена в 1939 році. Її очолював Мехді-бей Фрашері (1882–1949).
Політична програма передбачала створення «Великої Албанії», яка включала південну Чорногорію, Косово, західну частину Македонії та Епір.
З початком Другої Світової війни Бали Комбетар формально оголосила війну проти італійських і німецьких військ, проте невдовзі почала співпрацювати з окупантами. Так, члени Бали Комбетар брали участь в окупації країнами «Осі» Греції та Югославії.
8 вересня 1943 року, після капітуляції Італії, організація почала співпрацювати з Німеччиною і проголосила незалежність Албанії, виправдовуючи тимчасову німецьку присутність необхідністю боротьби з антигітлерівською коаліцією. Після цього співпраця з нацистами набула відкритого характеру: члени організації разом із Вермахтом брали участь у боротьбі з партизанами і спаленні сіл в Албанії, Греції та Македонії.
В 1943 році Комуністична партія Албанії оголосила війну Бали Комбетар, що призвело до громадянської війни в країні. В результаті перемоги комуністів багатьох членів організації було страчено, арештовано чи змушено емігрувати за межі країни (здебільшого до Європи та США).

## Спадщина
Колись Тетово було найбільшою базою Бали Комбетар в Македонії і досі має міцні зв’язки з назвою. У футбольному клубі KF Shkendija, розташованому в Тетово, є велика фірма підтримки Ballistët. Вони відомі в македонських ЗМІ тим, що використовують жорстку націоналістичну риторику у футбольних матчах.
Доктор Енвер Битичі зазначає, що причина приєднання албанців до держав Осі полягала не в расистській та фашистській ідеології, а в тому, щоб уникнути жорстокості попередніх десятиліть сербського правління.